# Port Szudán
Port Szudán (arabul: بور سودان, angolul: Port Sudan) város Szudán északkeleti részén, a Vörös-tenger partján. A fővárosi agglomeráción kívül az ország 2. legnagyobb városa és egyben fő kikötője. Lakossága 580 ezer fő volt 2011-ben. 
A várost a 20. század elején alapították Kartúmtól kb. 650 km-re ÉK-re, a Vörös-tenger partján, a szaúd-arábiai Dzsiddával szemben. 

## Gazdasága
Port Szudán a régi arab kikötő, Szuakin (Sawakin) szerepét vette át, amely kikötőjét a korall használhatatlanná tette. Dokkjai modernek, innen indul útnak az exportált gyapot, szezám, köles, gumiarábikum, nyersbőr, kávé (Etiópiából). 
Kartúmmal kőolajvezeték köti össze és a város mellett kőolaj-finomító működik.

## Éghajlata

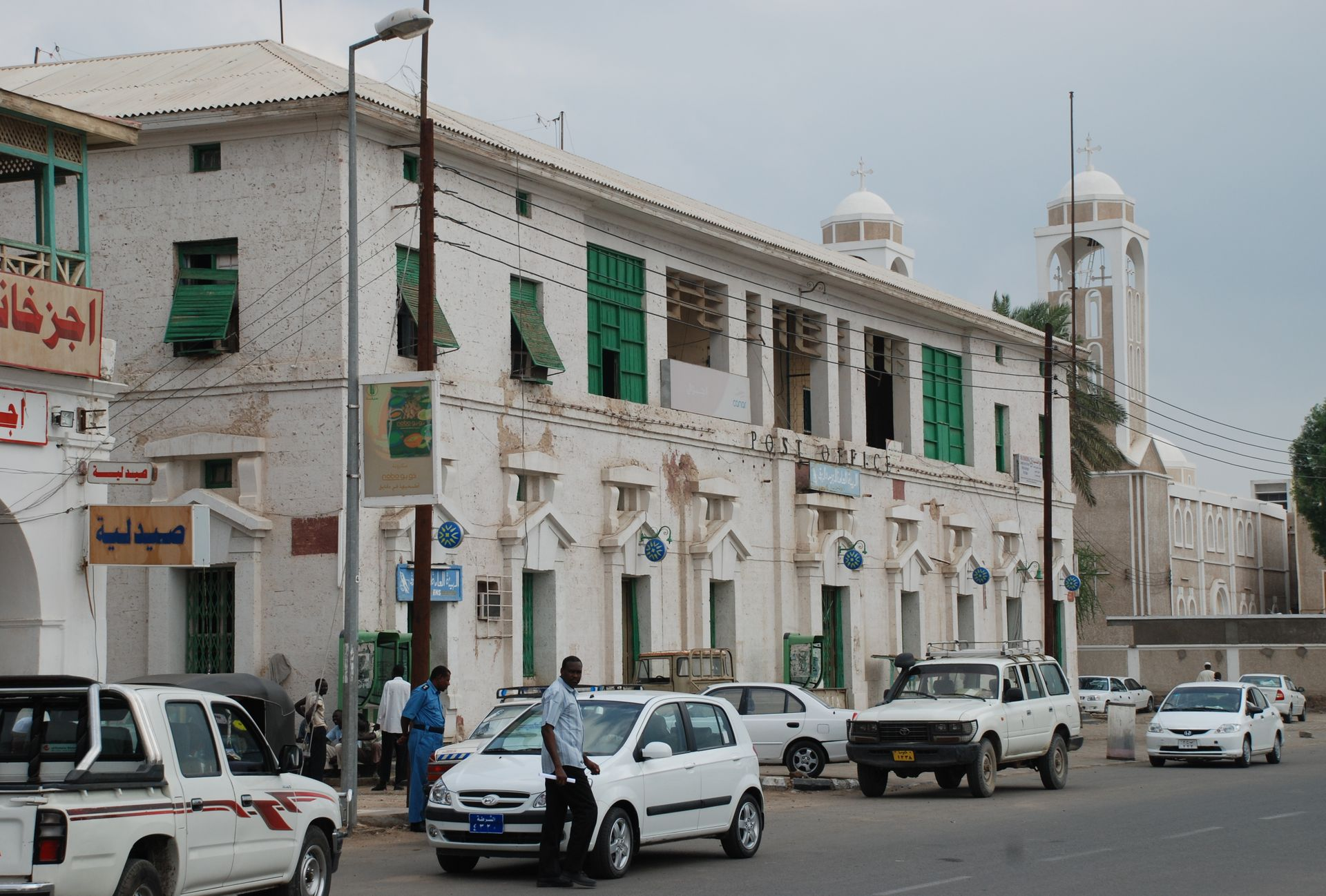
Utcakép a főpostával

| Hónap                                                                     | Jan. | Feb. | Már. | Ápr. | Máj. | Jún. | Júl. | Aug. | Szep. | Okt. | Nov. | Dec. | Év   |
| ------------------------------------------------------------------------- | ---- | ---- | ---- | ---- | ---- | ---- | ---- | ---- | ----- | ---- | ---- | ---- | ---- |
| Rekord max. hőmérséklet (°C)                                              | 37,0 | 36,6 | 40,0 | 41,2 | 47,0 | 46,7 | 48,0 | 48,6 | 46,1  | 44,3 | 39,0 | 38,0 | 48,6 |
| Átlagos max. hőmérséklet (°C)                                             | 26,8 | 27,0 | 28,8 | 31,4 | 35,0 | 38,5 | 40,1 | 40,2 | 37,4  | 33,4 | 30,8 | 28,8 | 33,2 |
| Átlagos min. hőmérséklet (°C)                                             | 19,7 | 19,0 | 19,9 | 21,6 | 23,7 | 25,9 | 28,2 | 28,9 | 26,8  | 25,3 | 23,8 | 21,3 | 23,7 |
| Rekord min. hőmérséklet (°C)                                              | 10,0 | 10,2 | 10,0 | 12,3 | 17,4 | 17,2 | 20,0 | 20,0 | 18,9  | 17,5 | 17,5 | 9,0  | 9,0  |
| Átl. csapadékmennyiség (mm)                                               | 7    | 1    | 1    | 0    | 1    | 0    | 4    | 1    | 0     | 14   | 35   | 10   | 75   |
| Havi napsütéses órák száma                                                | 195  | 227  | 282  | 306  | 322  | 285  | 273  | 288  | 282   | 298  | 225  | 214  | 3197 |
| Forrás: NOAA, Hong Kong Observatory, Meteo Climat (record highs and lows) |      |      |      |      |      |      |      |      |       |      |      |      |      |

## Fordítás
- Ez a szócikk részben vagy egészben  a   Port Sudan című angol Wikipédia-szócikk fordításán alapul.  Az eredeti cikk szerkesztőit annak laptörténete sorolja fel. Ez a jelzés csupán a megfogalmazás eredetét és a szerzői jogokat jelzi, nem szolgál a cikkben szereplő információk forrásmegjelöléseként.
- Ez a szócikk részben vagy egészben  a   Bur Sudan című német Wikipédia-szócikk fordításán alapul.  Az eredeti cikk szerkesztőit annak laptörténete sorolja fel. Ez a jelzés csupán a megfogalmazás eredetét és a szerzői jogokat jelzi, nem szolgál a cikkben szereplő információk forrásmegjelöléseként.